# Vůz Bdtax785 ČD
Přípojný vůz řady Bdtax785 (číslovaný v intervalu 50 54 24-29, dříve též označen řadou 015) je dvounápravový vůz 2. třídy lehké stavby s oddílem pro přepravou jízdních kol pod dohledem cestujících, sloužící na neelektrifikovaných tratích především s motorovými vozy řady 810.

## Popis
Přípojné vozy Bdtax785 vznikly rekonstrukcí z vozů řady Btax780 v počtu 45 kusů a jednoho vozu Btax781, přičemž úpravu vozů pro přepravu jízdních kol si prováděla jednotlivá DKV a KOS Krnov. Ve voze byly demontovány širší lavice podél jedné strany vozu, které byly nahrazeny stojany pro jízdní kola. Na rozdíl od vozů řady Ddax784 poskytují méně míst pro jízdní kola, ale odpadá nutnost obsluhy vozu zaměstnancem dopravce. Vozy jsou nasazeny na těch vlacích, kde vozy BDtax782 nedostačují svou kapacitou pro jízdní kola. Vozidla jsou provozována ve všech DKV.

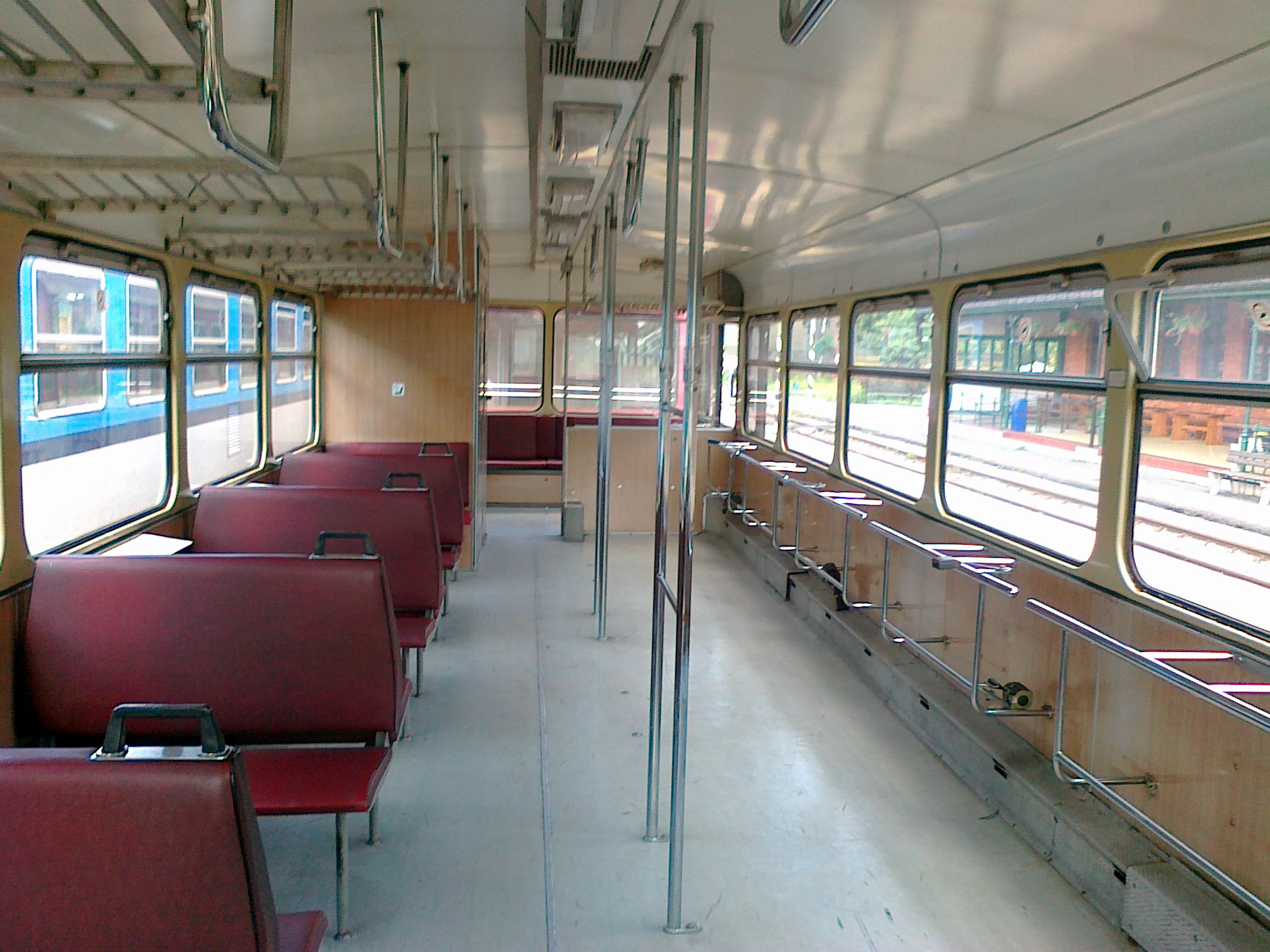
Interiér přípojného vozu řady Bdtax785
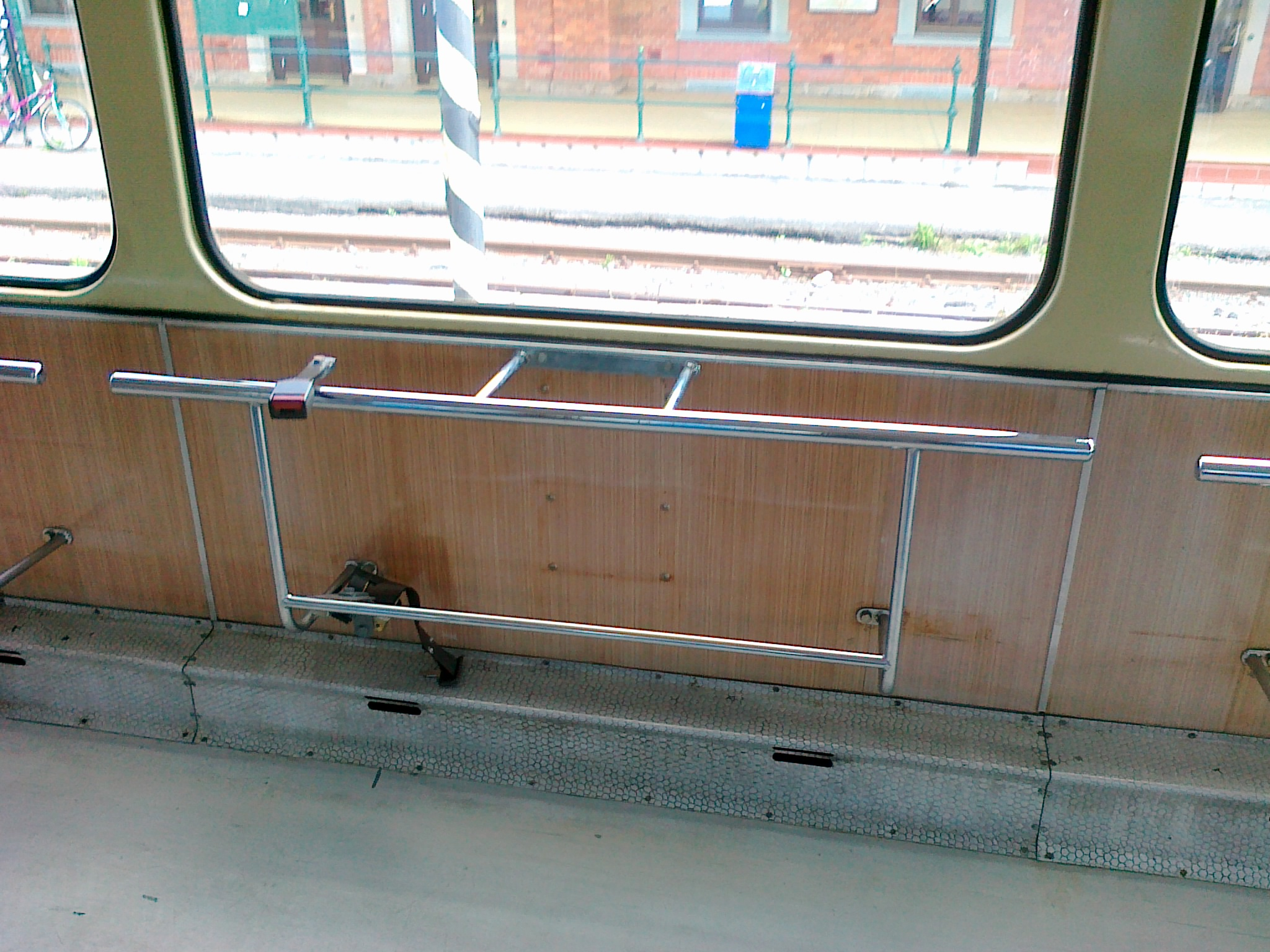
Držáky na kola

## Provoz

### OCÚ Střed, SÚ Praha Libeň
Od roku 2014 vůz 550 je provozován na víkendových vlacích Cyklohráček jako „Vůz plný kol“ od roku 2016 společně s jedním vozem BDtax783, od května 2019 Bdtax785 540 a řídícím vozem Bfbdtanx792, který byl dříve tažen motorovým vozem 812 (Esmeralda), ale od května 2019 je vlak tažen motorovou lokomotivou 714.
od 2017 do 2022 v od května do září o víkendech a svátcích společně s vozem Btax780
S8 Praha hlavní nádraží – Praha-Vršovice – Praha-Kačerov – Praha-Krč – Praha-Braník – Praha-Modřany zastávka – Praha-Komořany – Praha-Zbraslav – Dolní Břežany-Jarov – Vrané nad Vltavou – Skochovice – Davle – Petrov-Chlomek – Petrov u Prahy – Luka pod Medníkem – Jílové u Prahy – Kamenný Přívoz – Prosečnice – Krhanice – Chrást nad Sázavou – Týnec nad Sázavou – Pecerady – Poříčí nad Sázavou-Svárov – Poříčí nad Sázavou – Čerčany
S88 Praha hlavní nádraží – Praha-Vršovice – Praha-Kačerov – Praha-Krč – Praha-Braník – Praha-Modřany zastávka – Praha-Komořany – Praha-Zbraslav – Dolní Břežany-Jarov – Vrané nad Vltavou – Skochovice – Měchenice – Klínec – Bojov – Bojanovice – Čisovice – Rymaně – Mníšek pod Brdy– Nová Ves pod Pleší – Malá Hraštice – Mokrovraty – Stará Huť – Dobříš

### OCÚ Východ, SÚ Opava/Bohumín
S8 Ostrava střed – Ostrava hlavní nádraží – Suchdol nad Odrou – Budišov nad Budišovkou
S33 Suchdol nad Odrou – Budišov nad Budišovkou o víkendu od dubna do října

### OCÚ Střed, SÚ Louny / od 11.12.2022 Railway Capital
T8 Most – Litvínov město — Osek město — Dubí —  Mikulov v Krušných horách — Moldava v Krušných horách vůz je zde nasazován během prázdnin v soupravě uprostřed mezi dvěma motorovými vozy. Do GVD 2021/2022 pod hlavičkou Českých drah od GVD 2022/2023 pod hlavičkou Railway Capital. Jezdí zde o července 2023 vůz 533 původem z Českých drah, který se zde střídá s vozem Btax780 315.

### OCÚ Západ, SÚ Tábor
S5 Veselí nad Lužnicí — Vlkov nad Lužnicí — Lužnice — Třeboň — Majdalena — Suchdol nad Lužnicí — Nová Ves nad Lužnicí — České Velenice. Jezdí zde od poloviny května do poloviny října

## Historické vozy
- 015.573 (Railway Capital)